# 契訶夫站
契訶夫站（羅馬化：Chekhovskaya）是莫斯科地鐵謝爾普霍夫－季米里亞澤夫線的一個車站，開通於1987年12月31日。契訶夫站曾是謝爾普霍夫－季米里亞澤夫線最北端的車站，深度達62米。

## 外部連結
- . www.metro.ru.   [2016-03-03]. （原始内容存档于2021-01-15）.